# Копач, Александр
Александр Копач (англ. Alexander Kopacz, род. 26 января 1990, Лондон, Онтарио) — канадский бобслеист, разгоняющий, олимпийский чемпион 2018 года.

## Спортивная карьера
На этапах Кубка мира Александр Копач дебютировал 12.12.2014 в Лейк-Плэсиде в двойке с пилотом Крисом Спрингом.
В сезоне 2015/2016 Александр Копач начал выступать в экипажах с пилотом Джастином Криппсом и первый подиум (3 место) завоевал в том же Лейк-Плэсиде в четверках. 
На олимпийских играх 2018 года в Пхёнчхане Александр Копач в экипаже с пилотом Джастином Криппсом завоевал золотые медали в двойках, в экипаж-четверка с Александром занял 6 место.

## Результаты

### Олимпийские игры
| Олимпийские игры | Двойки | Четверки |
| ---------------- | ------ | -------- |
| 2018 Пхёнчхан    | 1      | 6        |

### Чемпионаты мира по бобслею и скелетону
| Чемпионаты мира | Двойки | Четверки | Смешанные команды |
| --------------- | ------ | -------- | ----------------- |
| 2015 Винтерберг | —      | 8        | 4                 |
| 2016 Иглс       | 8      | 16       | —                 |
| 2017 Кёнигсзе   | 13     | 6        | —                 |